# Colona grandiflora
Colona grandiflora är en malvaväxtart som beskrevs av André Joseph Guillaume Henri Kostermans. Colona grandiflora ingår i släktet Colona och familjen malvaväxter. Inga underarter finns listade i Catalogue of Life.